# روبرت جون (مغني)
روبرت جون (بالإنجليزية: Robert John)‏ هو موسيقي وكاتب أغاني ومغني ومغن مؤلف بريطاني، ولد في 1946 في بروكلين في الولايات المتحدة.

## وصلات خارجية
- روبرت جون على موقع ميوزك برينز (الإنجليزية)
- روبرت جون على موقع أول ميوزيك (الإنجليزية)
- روبرت جون على موقع ديسكوغز (الإنجليزية)
- روبرت جون على موقع ديسكوغز (الإنجليزية)